# Alberto Sanz
Alberto Sanz Lorenzo (Madrid, España; es un atleta español retirado, especializado en el salto de longitud. Ha sido campeón de España de esta modalidad en tres ocasiones, dos al aire libre (2004 y 2006) y una en pista cubierta (2006).

## Historial internacional
| Año  | Evento                                            | Lugar             | Disciplina        | Puesto | Marca   |
| ---- | ------------------------------------------------- | ----------------- | ----------------- | ------ | ------- |
| 2004 | Campeonato Iberoamericano de Atletismo            | Huelva, España    | Salto de longitud | 5º     | 7,72 m. |
| 2005 | Copa de Europa de Atletismo (Superliga)           | Florencia, Italia | Salto de longitud | 5º     | 7,83 m. |
| 2005 | Juegos Mediterráneos                              | Almería, España   | Salto de longitud | 10º    | 7,67 m. |
| 2005 | Campeonato Europeo de Atletismo en Pista Cubierta | Madrid, España    | Salto de longitud | Q      | 7,49 m. |
| 2005 | Universiada                                       | Esmirna, Turquía  | Salto de longitud | Q      | 7,28 m. |
| 2006 | Copa de Europa de Atletismo                       | Málaga, España    | Salto de longitud | 7º     | 7,64 m. |
| 2006 | Copa de Europa de Atletismo en pista cubierta     | Liévin, Francia   | Salto de longitud | 7º     | 7,57 m. |

## Mejores marcas
| Prueba                             | Fecha      | Lugar   | Marca   | Marca |
| ---------------------------------- | ---------- | ------- | ------- | ----- |
| Salto de longitud (aire libre)     | 01/08/2004 | Almería | 7,96 m. |       |
| Salto de longitud (pista cubierta) | 19/02/2005 | Madrid  | 7,87 m. |       |

## Palmarés

### Nacional

#### Absoluto
- Campeonato de España al aire libre - Salto de longitud (2): 2004 y 2006.
- Campeonato de España de Atletismo en pista cubierta - Salto de longitud (1): 2006.